# Pontevico
Pontevico là một đô thị thuộc tỉnh Brescia trong vùng Lombardia ở Ý. Đô thị này có diện tích 29 kilômét vuông, dân số thời điểm 31 tháng 12 năm 2004 là 6780 người.
Đô thị này có các làng sau: Bettegno, Campazzo, Chiesuola, Gauzza, Torchiera.
Đô thị này giáp với các đô thị sau: Alfianello, Bassano Bresciano, Corte de' Frati, Robecco d'Oglio, San Gervasio Bresciano, Verolanuova, Verolavecchia.